# Forty Licks
| 평가 점수                     | 평가 점수      |
| 출처                          | 점수           |
| ----------------------------- | -------------- |
| AllMusic                      | [ 1 ]          |
| Entertainment Weekly          | (A−)           |
| Jam! CANOE                    | (unfavourable) |
| Rolling Stone                 | [ 4 ]          |
| Stylus                        | (A+)           |
| Encyclopedia of Popular Music | [ 6 ]          |

《Forty Licks》는 영국의 록 밴드 롤링 스톤스의 더블 컴필레이션 음반이다. 40년 경력에 걸친 회고전인 《Forty Licks》는 현재 ABKCO 레코드 (디스크 1)에 의해 라이선스된 그들의 형성적 데카/런던 시대로, 당시 버진/EMI에 의해 배포되었지만 현재 ABKCO의 배급사인 유니버설 뮤직 그룹 (대부분 디스크 2)에 의해 배포된 그들의 자체 소유의 소재와 결합한 최초의 회고전으로 유명하다. 두 번째 디스크에는 네 곡의 신곡이 수록되어 있다. 이 음반은 영국과 미국 차트에서 모두 2위에 올랐고, 전 세계적으로 750만 장 이상이 팔리면서 상업적인 성공을 거두었다. 음반 발매와 동시에 롤링 스톤스는 2004년에 《Live Licks》가 될 성공적인 1년 간의 국제 Licks Tour에 착수했다.

## 배경
1970년 롤링 스톤스는 전 매니저 앨런 클라인과 음반사 데카 레코드(미국 런던 레코드에 음반 발매 허가를 받은)와 신랄하게 결별했다. 이전의 계약 조건 때문에, 1970년 이전의 모든 녹음들은 《Let It Bleed》와 《Sticky Fingers》와 《Exile on Main St.》에 수록된 몇몇 트랙들, 그리고 초과곡, 공개되지 않은 녹음, 라이브 녹음까지 모두 클라인의 통제하에 있었다. 그 결과, 롤링 스톤스는 즉시 롤링 스톤스 레코드를 만들게 되었고, 그 결과 그들은 후속 녹화를 모두 통제하게 되었다. 그 결과, 모든 직업 회고전 전망은 분열 전, 분열 후 두 시대로 나뉘는 경향이 있었다. 클라인의 ABKCO 레코드와 데카 레코드는 1970년대, 1980년대, 1990년대에 걸쳐 계속 무허가 베스트 레코드, 아웃테이크 및 희귀성 레코드 및 기타 컴필레이션을 발매할 것이다. 1970년 이후 롤링 스톤스에 의해 발매된 컴필레이션이나 회고전은 배급자나 파트너(애틀랜틱 레코드 또는 버진 레코드)에 의해 항상 1971년부터 녹음되어 발매된 자료로 제한되었다. 시간이 흐르면서 다양한 음반회사들의 다양한 사업 거래와 합병으로 인해, 통일된 회고적 컴필레이션 음반을 만드는 장벽을 2000년대 초반까지 해소하였다.

## 곡 목록
모든 곡들은 특별한 언급이 없는 한 믹 재거와 키스 리처즈에 의해 작사/작곡하였다.
| #   | 제목                                                         | 작사·작곡               | 재생 시간 |
| --- | ------------------------------------------------------------ | ----------------------- | --------- |
| 1.  | 〈Street Fighting Man〉                                      |                         | 3:15      |
| 2.  | 〈Gimme Shelter〉                                            |                         | 4:31      |
| 3.  | 〈(I Can't Get No) Satisfaction〉                            |                         | 3:43      |
| 4.  | 〈The Last Time〉                                            |                         | 3:41      |
| 5.  | 〈Jumpin' Jack Flash〉                                       |                         | 3:42      |
| 6.  | 〈You Can't Always Get What You Want〉                       |                         | 7:28      |
| 7.  | 〈19th Nervous Breakdown〉                                   |                         | 3:56      |
| 8.  | 〈Under My Thumb〉                                           |                         | 3:41      |
| 9.  | 〈Not Fade Away〉                                            | 버디 홀리, 노먼 페티    | 1:48      |
| 10. | 〈Have You Seen Your Mother, Baby, Standing in the Shadow?〉 |                         | 2:36      |
| 11. | 〈Sympathy for the Devil〉                                   |                         | 6:17      |
| 12. | 〈Mother's Little Helper〉                                   |                         | 2:46      |
| 13. | 〈She's a Rainbow〉                                          |                         | 4:13      |
| 14. | 〈Get Off of My Cloud〉                                      |                         | 2:55      |
| 15. | 〈Wild Horses〉                                              |                         | 5:43      |
| 16. | 〈Ruby Tuesday〉                                             |                         | 3:13      |
| 17. | 〈Paint It Black〉                                           |                         | 3:44      |
| 18. | 〈Honky Tonk Women〉                                         |                         | 3:00      |
| 19. | 〈It's All Over Now〉                                        | 바비 워맥, 셜리 진 워맥 | 3:26      |
| 20. | 〈Let's Spend the Night Together〉                           |                         | 3:26      |

| #   | 제목                                       | 작사·작곡                      | 재생 시간 |
| --- | ------------------------------------------ | ------------------------------ | --------- |
| 1.  | 〈Start Me Up〉                            |                                | 3:33      |
| 2.  | 〈Brown Sugar〉                            |                                | 3:50      |
| 3.  | 〈Miss You〉                               |                                | 3:35      |
| 4.  | 〈Beast of Burden〉                        |                                | 3:28      |
| 5.  | 〈Don't Stop〉                             |                                | 3:59      |
| 6.  | 〈Happy〉                                  |                                | 3:05      |
| 7.  | 〈Angie〉                                  |                                | 4:32      |
| 8.  | 〈You Got Me Rocking〉                     |                                | 3:34      |
| 9.  | 〈Shattered〉                              |                                | 3:46      |
| 10. | 〈Fool to Cry〉                            |                                | 4:07      |
| 11. | 〈Love Is Strong〉                         |                                | 3:48      |
| 12. | 〈Mixed Emotions〉                         |                                | 4:01      |
| 13. | 〈Keys to Your Love〉                      |                                | 4:11      |
| 14. | 〈Anybody Seen My Baby?〉                  | 재거, 리처즈, k.d. 랭, 벤 밍크 | 4:08      |
| 15. | 〈Stealing My Heart〉                      |                                | 3:42      |
| 16. | 〈Tumbling Dice〉                          |                                | 3:47      |
| 17. | 〈Undercover of the Night〉                |                                | 4:13      |
| 18. | 〈Emotional Rescue〉                       |                                | 3:41      |
| 19. | 〈It's Only Rock 'n Roll (But I Like It)〉 |                                | 4:09      |
| 20. | 〈Losing My Touch〉                        |                                | 5:06      |

## 인증
| 국가                                                                                         | 인증        | 판매량/출하량 |
| -------------------------------------------------------------------------------------------- | ----------- | ------------- |
| 아르헨티나 (CAPIF)                                                                           | 플래티넘    | 40,000^       |
| 오스트레일리아 (ARIA)                                                                        | 2× 플래티넘 | 140,000       |
| 오스트리아 (IFPI 오스트리아)                                                                 | 플래티넘    | 30,000*       |
| 벨기에 (BEA)                                                                                 | 플래티넘    | 50,000*       |
| 브라질 (Pro-Música Brasil)                                                                   | 골드        | 50,000*       |
| 캐나다 (뮤직 캐나다)                                                                         | 5× 플래티넘 | 500,000^      |
| 덴마크 (IFPI Danmark)                                                                        | 플래티넘    | 50,000^       |
| 핀란드 (Musiikkituottajat)                                                                   | 골드        | 17,382        |
| 프랑스 (SNEP)                                                                                | 플래티넘    | 300,000*      |
| 독일 (BVMI)                                                                                  | 플래티넘    | 300,000^      |
| 그리스 (IFPI 그리스)                                                                         | 골드        | 15,000^       |
| 일본 (RIAJ)                                                                                  | 플래티넘    | 200,000^      |
| 네덜란드 (NVPI)                                                                              | 플래티넘    | 80,000^       |
| 뉴질랜드 (RMNZ)                                                                              | 2× 플래티넘 | 30,000^       |
| 노르웨이                                                                                     | —           | 50,000        |
| 스페인 (PROMUSICAE)                                                                          | 플래티넘    | 100,000^      |
| 스웨덴 (GLF)                                                                                 | 골드        | 30,000^       |
| 스위스 (IFPI 스위스)                                                                         | 플래티넘    | 40,000^       |
| 영국 (BPI)                                                                                   | 4× 플래티넘 | 1,200,000     |
| 미국 (RIAA)                                                                                  | 4× 플래티넘 | 4,000,000^    |
| 요약                                                                                         |             |               |
| 유럽 (IFPI)                                                                                  | 플래티넘    | 1,000,000*    |
| 전 세계                                                                                      | —           | 7,000,000     |
| *판매량을 기반으로 한 인증 · ^출하량을 기반으로 한 인증 · 판매량+스트리밍을 기반으로 한 인증 |             |               |